# Joe Badalucco
Joe Badalucco (connu aussi sous le nom de Joseph Badalucco Jr.) est un acteur américain. Il est le frère de Michael Badalucco (Jimmy Berlutti dans The Practice).

## Filmographie sélective
- 1997 : Godzilla de Roland Emmerich
- 1999 - 2001 : Les Soprano (TV) Jimmy Altieri
- 2002 : Unfaithful d'Adrian Lyne. Il y joue le conducteur de train.
- 2004 : Dr Kinsey de  Bill Condon
- 2004 - 2005 : New York 911 (TV) Inspecteur « Jelly » Grimaldi
- 2007 : The Black Donnellys (TV)
- 2008 : Ghost town de David Koepp.
- 2009 : The Invention of Lying de Ricky Gervais de Matthew Robinson (en)